# Сказка о попе и его работнике Балде (мультфильм, 1940)
«Сказка о попе и его работнике Балде» — советский цветной рисованный мультфильм 1940 года (одновременно выпущена чёрно-белая версия) по одноимённой сказке-новелле (1830) А. С. Пушкина, снятый на киностудии «Союзмультфильм». Вышел на экраны в мае того же года.

## Сюжет
По одноименной сказке А. С. Пушкина.
Поп-толоконный лоб нанимает в работники Балду, который обещает быть исправным конюхом, поваром и плотником по самой сходной цене: в год за три щелчка. Балда старательно выполняет все желания и прихоти нового хозяина. Но вот приближается час расплаты. Как ни хитрит трусливый и жадный Поп, ему приходится всё же сполна получить за свою ненасытную алчность.

## Создатели
- Режиссёр: Пантелеймон Сазонов
- Художники-постановщики: Влад Бочкарёв, Я. Рейтман
- Композитор: Иосиф Ковнер
- Художники-мультипликаторы:
  - Борис Дёжкин
  - Фаина Епифанова
  - Борис Титов
  - Григорий Козлов
  - Дмитрий Белов
  - М. Иртеньев
  - Николай Фёдоров
- Художники фонов: Вера Роджеро, Г. Невзорова
- Технический ассистент: Е. Голованова
- Звукооператор: С. Ренский
- Оператор: П. Алипова
- Цветооператор: Д. Каретный
- В озвучивании фильма участвуют:
  - Леонид Пирогов — Балда
  - Иван Залесский — поп
  - Елена Тяпкина — попадья
  - Андрей Тутышкин — старый бес
  - Юлия Юльская — бесёнок